# Irish League 1994-1995
L'Irish League 1994-1995 è stata la 94ª edizione della prima divisione del campionato nordirlandese di calcio.
Il campionato era formato da sedici squadre e il Crusaders vinse il titolo.

## Classifica finale
| Pos. | Squadra             | G  | V  | N  | P  | GF | GS | Punti |
| ---- | ------------------- | -- | -- | -- | -- | -- | -- | ----- |
| 1    | Crusaders           | 30 | 20 | 7  | 3  | 58 | 25 | 67    |
| 2    | Glenavon            | 30 | 18 | 6  | 6  | 76 | 40 | 60    |
| 3    | Portadown           | 30 | 15 | 5  | 10 | 59 | 41 | 50    |
| 4    | Ards                | 30 | 15 | 5  | 10 | 55 | 42 | 50    |
| 5    | Glentoran           | 30 | 14 | 8  | 8  | 53 | 41 | 50    |
| 6    | Cliftonville        | 30 | 13 | 11 | 6  | 44 | 32 | 50    |
| 7    | Coleraine           | 30 | 12 | 13 | 5  | 52 | 39 | 49    |
| 8    | Linfield            | 30 | 11 | 11 | 8  | 48 | 34 | 44    |
| 9    | Omagh Town          | 30 | 10 | 12 | 8  | 42 | 38 | 42    |
| 10   | Distillery          | 30 | 12 | 6  | 12 | 45 | 47 | 42    |
| 11   | Bangor              | 30 | 8  | 14 | 8  | 42 | 38 | 38    |
| 12   | Ballymena United    | 30 | 7  | 8  | 15 | 43 | 53 | 29    |
| 13   | Carrick Rangers     | 30 | 6  | 7  | 17 | 43 | 77 | 25    |
| 14   | Ballyclare Comrades | 30 | 6  | 6  | 18 | 41 | 63 | 24    |
| 15   | Newry Town          | 30 | 4  | 9  | 17 | 34 | 74 | 21    |
| 16   | Larne               | 30 | 3  | 4  | 23 | 18 | 69 | 13    |

G = Partite giocate; V = Vittorie; N = Nulle/Pareggi; P = Perse; GF = Goal fatti; GS = Goal subiti; 